# Гардинер, Джеймс Макдональд
Джеймс Макдональд Гардинер (англ. James McDonald Gardiner; 22 мая 1857 — 25 ноября 1925) — работавший в Японии американский архитектор и педагог, также был миссионером-мирянином Англиканской церкви в Японии.
Родился в Сент-Луисе в Миссури 22 мая 1857 года. Изучал архитектуру в Гарвардском университете. В 1880 году Гардинер приехал в Японию как англиканский миссионер, но его основной областью деятельностью стала архитектура. В Японии он в основном строил англиканские церкви и дома для представителей элиты. В общей сложности он был автором около сорока построек, но большая часть из них была уничтожена Великим землетрясением Канто в 1923 году.
Сохранившиеся образцы церквей Гардинера: Собор Святой Агнии в Киото (1898 год), церковь Святого Ионанна в Киото (1907 год, перенесена в музей под открытым небом Мэйдзи-мура), церковь в Никко (1916 год). Также сохранился особняк, который Гардинер построил в 1910 году для японского дипломата Садацути Утида. Этот дом первоначально находился в Токио, но в 1997 году он был перенесен в районе Яматэ в Иокогаме. Ныне дом известен, просто как «Дом дипломата».
Гардинер преподавал в университете Риккё (аффилированный с англиканами частный университет в Токио) и был его президентом.
Умер в 1925 году.

## Галерея

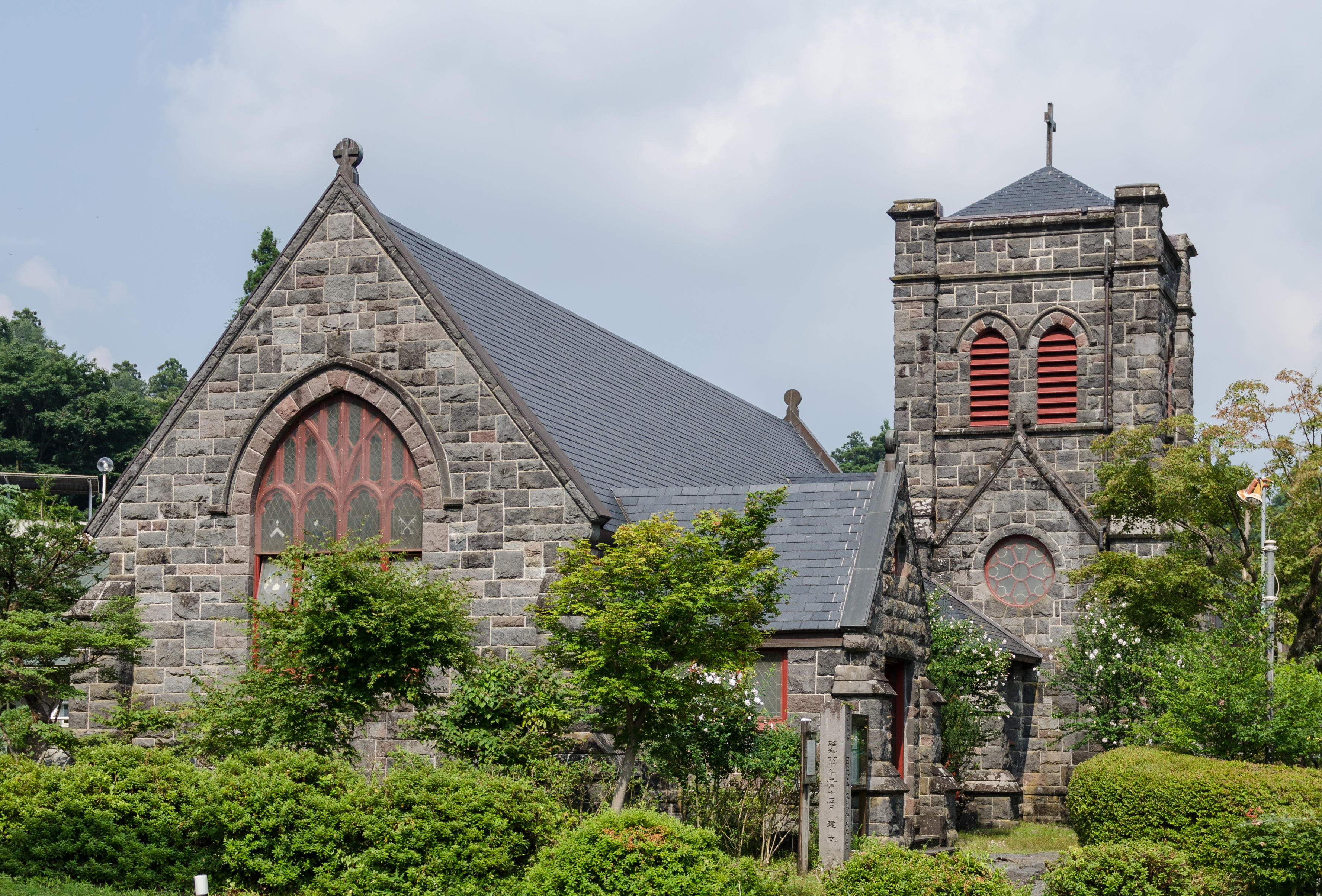
Церковь в Никко
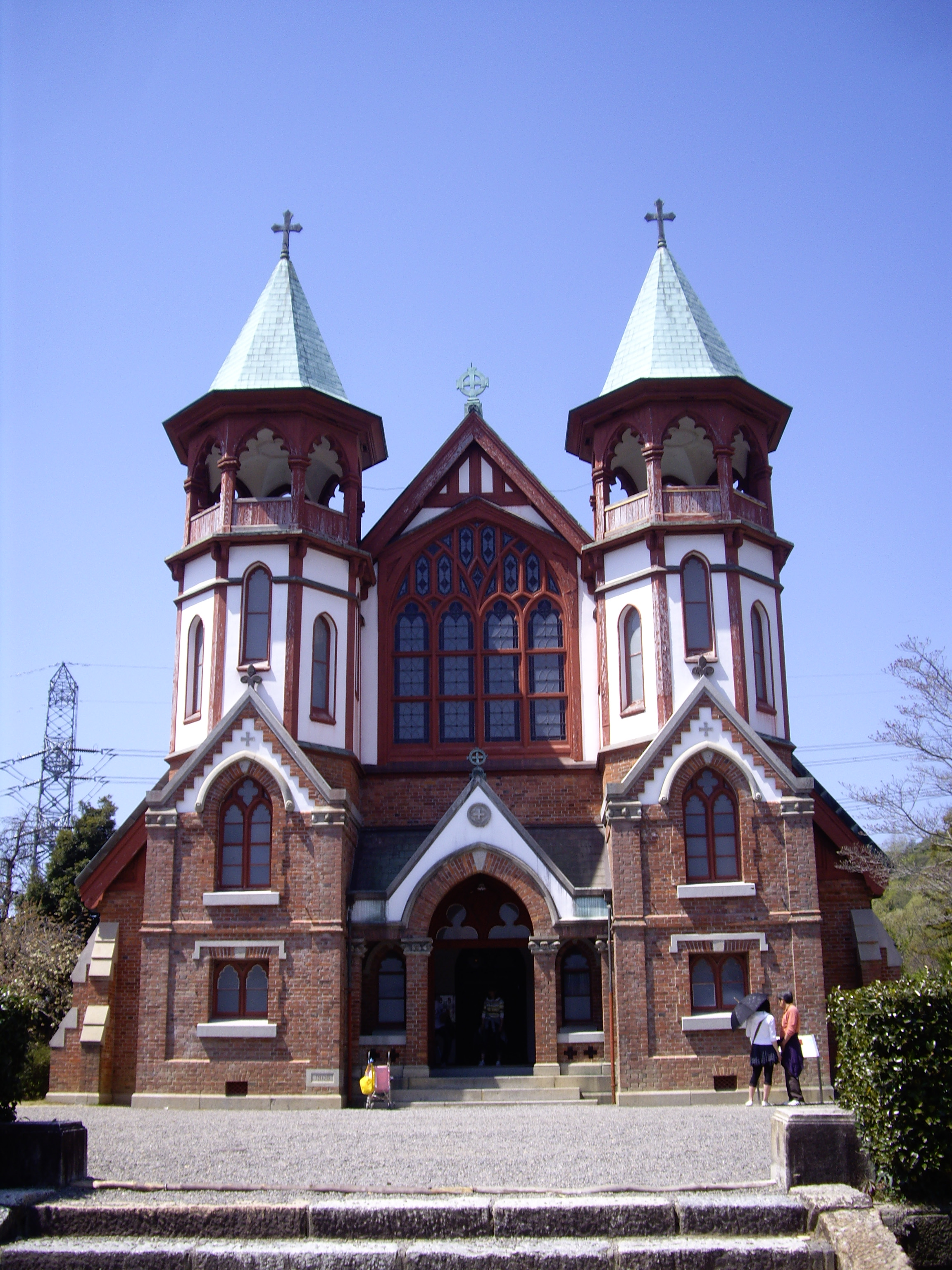
Церковь Святого Иоанна (первоначально в Киото, перенесена в музей Мэйдзи-мура)
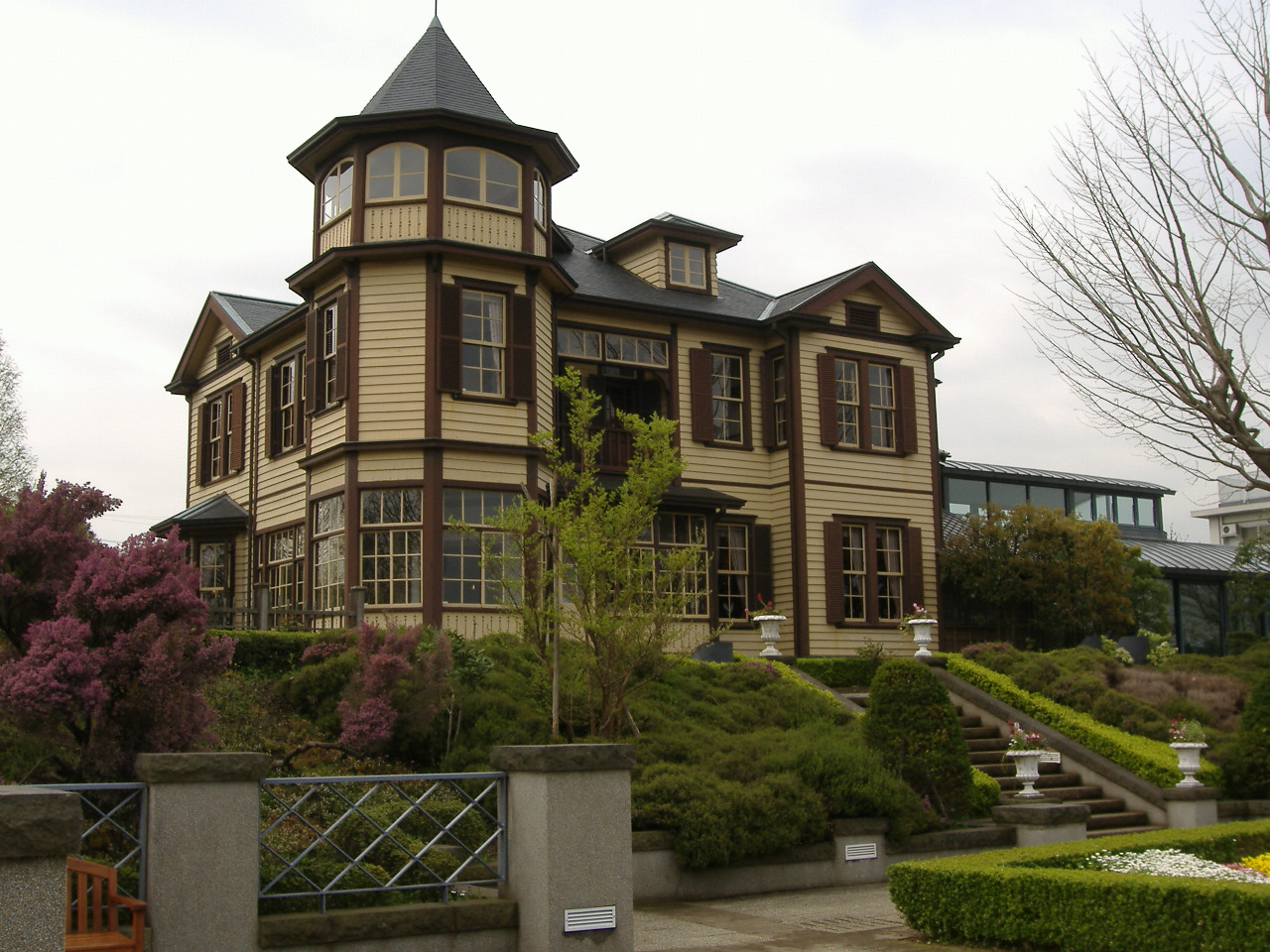
«Дом дипломата» (первоначально в Токио, перенесен в Иокогаму, район Яматэ)